# جیسون سودیکیس
دنیل جیسون سودِیکیس (انگلیسی: Daniel Jason Sudeikis; ‎/sʊˈdeɪkɪs/‎ suu-DAY-kiss، زادهٔ ۱۸ سپتامبر ۱۹۷۵) بازیگر، کمدین، فیلم‌نامه‌نویس و تهیه‌کننده آمریکایی است. او فعالیت حرفه‌ای خود را در دهه ۱۹۹۰ با کمدی بداهه آغاز کرد و با گروه‌هایی چون کمدی‌اسپورتز، آی‌او شیکاگو (ایمپروو المپیک) و سکند سیتی همکاری داشت. در سال ۲۰۰۳، سودیکیس به عنوان نویسنده به برنامه کمدی اسکچ شبکهٔ ان‌بی‌سی به نام پخش زنده شنبه شب پیوست و سپس در فاصله سال‌های ۲۰۰۵ تا ۲۰۱۳ به مدت ۹ فصل، یکی از اعضای ثابت بازیگران این برنامه بود. او در این برنامه نقش‌هایی چون جو بایدن و میت رامنی را ایفا کرد.
از سال ۲۰۲۰ تا ۲۰۲۳، سودیکیس یکی از سازندگان و بازیگر نقش اصلی مجموعه کمدی ورزشی تد لاسو محصول اپل تی‌وی پلاس بود؛ نقشی که برای او چهار جایزه امی ساعات پربیننده و دو جایزه گلدن گلوب به همراه داشت. او همچنین یکی از بازیگران اصلی مجموعه کلیولند شو (۲۰۰۹–۲۰۱۳) بود. سودیکیس در مجموعه‌های کمدی مختلفی نیز نقش‌های دوره‌ای داشته است، از جمله ۳۰ راک (۲۰۰۷–۲۰۱۰)، فیلادلفیا همیشه آفتابی است (۲۰۱۰–۲۰۱۱)، ایست‌باوند اند داون (۲۰۱۲)، پورتلندیا (۲۰۱۱–۲۰۱۴) و آخرین مرد روی زمین (۲۰۱۵–۲۰۱۸).
او در فیلم‌های کمدی چون رئیس‌های وحشتناک (۲۰۱۱) و دنباله‌اش رئیس‌های وحشتناک ۲ (۲۰۱۴) و همچنین ما خانواده میلر هستیم (۲۰۱۳) نقش اصلی را ایفا کرده است. از دیگر آثار تحسین‌شدهٔ مستقل او می‌توان به فیلم‌های هم‌پیاله‌ها (۲۰۱۳)، خوابیدن با دیگران (۲۰۱۵) و غول‌آسا (۲۰۱۶) اشاره کرد. وی همچنین نقش‌های مکملی در فیلم‌های کوچک‌سازی (۲۰۱۷) به کارگردانی الکساندر پین و بوک اسمارت (۲۰۱۹) به کارگردانی اولیویا وایلد داشته است. سودیکیس در صداپیشگی نیز فعال بوده و در فیلم‌های پویانمایی حماسه (۲۰۱۳)، فیلم پرندگان خشمگین (۲۰۱۶) و فیلم پرندگان خشمگین ۲ (۲۰۱۹) و همچنین نسل بعدی (۲۰۱۸) به جای شخصیت‌ها صحبت کرده است.

## اوایل زندگی و تحصیلات
دنیل جیسون سودیکیس از کاترین سودیکیس (با نام خانوادگی پیشین: ونت)، کارگزار مسافرت در شرکت برنکو و رئیس انجمن آمریکایی کارگزاران سفر، و دنیل جوزف سودیکیس زاده شد. پدر او اصالتی ایرلندی و لیتوانیایی دارد و مادرش از تبار آلمانی و ایرلندی است. دایی سودیکیس، بازیگر جورج ونت بود که بیشتر به‌خاطر نقش نورم پیترسون در مجموعه تلویزیونی چیرز شناخته می‌شود. همچنین جد مادری‌اش، تام هاوارد، عکاس آمریکایی بود.
سودیکیس با اختلال آنوسمی به دنیا آمد و به‌طور مادرزادی فاقد حس بویایی است.
او همراه خانواده‌اش به اوورلند پارک در شهرستان جانسون، کانزاس نقل مکان کرد؛ جایی که خودش از آن به عنوان زادگاه واقعی‌اش یاد کرده است. وی از دبیرستان شانی میشن وست در اوورلند پارک فارغ‌التحصیل شد و سپس با دریافت بورسیه بسکتبال وارد کالج فورت اسکات کمیونتی شد، اما پیش از اتمام تحصیل، آن را ترک کرد.

## زندگی شخصی
سودیکیس در ژوئن ۲۰۰۴، با کی کانن، فیلم‌نامه‌نویس آمریکایی ازدواج کرد. این دو پیش از آن به مدت پنج سال با یکدیگر در ارتباط بودند و هر دو در گروه نمایشی سکند سیتی لاس‌وگاس حضور داشتند. آن‌ها در سال ۲۰۰۸ از یکدیگر جدا شدند و طلاقشان در فوریه ۲۰۱۰ نهایی شد.

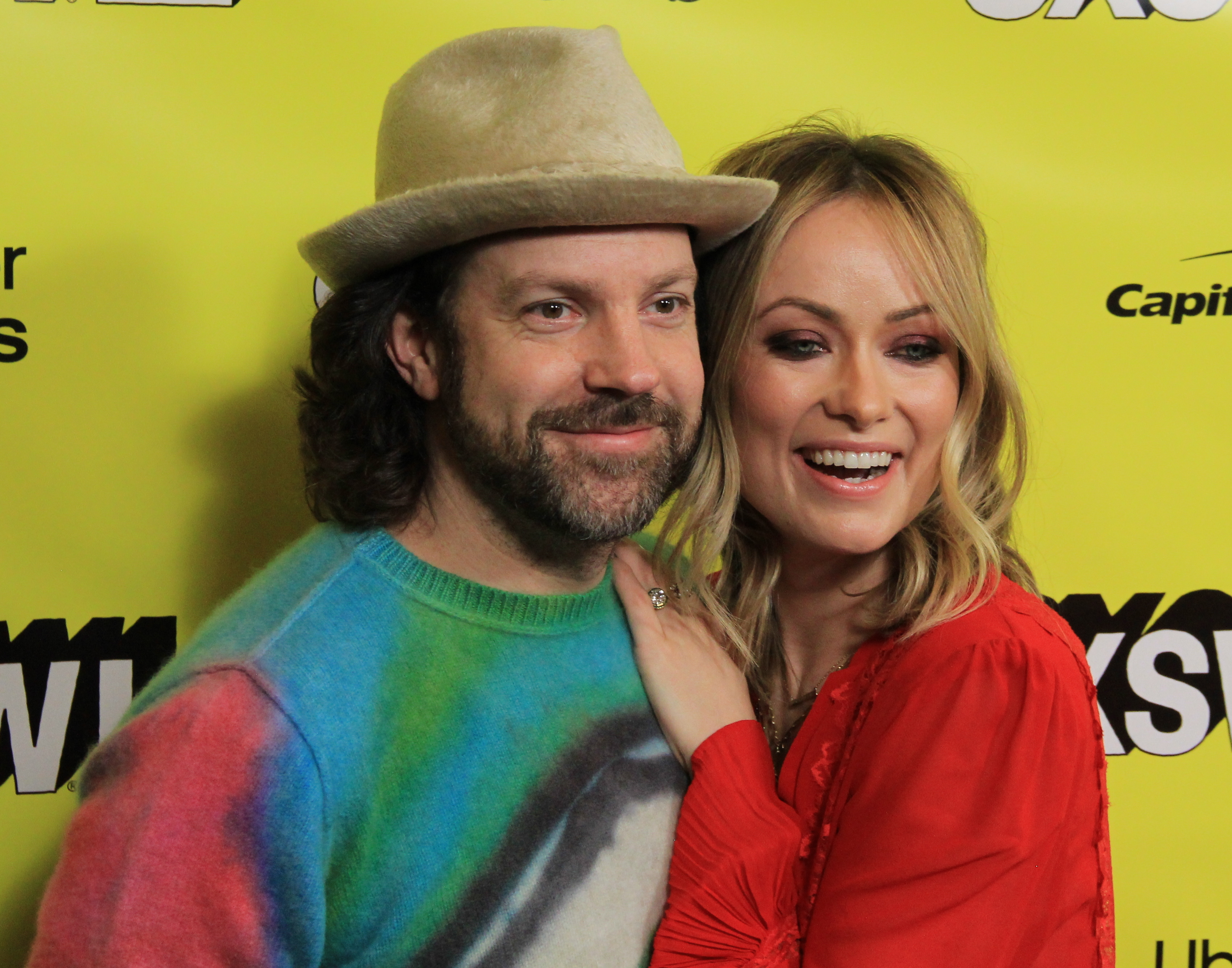
سودیکیس و اولیویا وایلد در جنوب از جنوب غربی ۲۰۱۹

سودیکیس در سال ۲۰۱۰ با بازیگر آمریکایی جنیوری جونز وارد رابطه شد و مجلهٔ پیپل در ژانویه ۲۰۱۱ گزارش داد که این دو از یکدیگر جدا شده‌اند. او از سال ۲۰۱۱ تا ۲۰۲۰ با بازیگر و فیلم‌ساز آمریکایی اولیویا وایلد در رابطه بود. آن‌ها در ژانویه ۲۰۱۳ نامزد شدند، اما هرگز ازدواج نکردند. حاصل این رابطه یک پسر زادهٔ آوریل ۲۰۱۴ و یک دختر زادهٔ اکتبر ۲۰۱۶ است. پس از جدایی، وایلد در حالی که روی صحنه سینماکان ۲۰۲۲ مشغول معرفی فیلمش نگران نباش عزیزم بود، به صورت علنی ابلاغیه دادگاه دربارهٔ حضانت فرزندان را دریافت کرد. علاوه بر این، سودیکیس و وایلد هر دو از سوی پرستار پیشین فرزندانشان به دلیل اخراج نادرست تحت پیگرد حقوقی قرار گرفتند.
سودیکیس از طرفداران ان‌بی‌ای زنان و دارندهٔ بلیت فصلی تیم نیویورک لیبرتی است. او همچنین طرفدار تیم بروکلین نتس در لیگ ان‌بی‌ای است، زیرا در نزدیکی ورزشگاهی زندگی می‌کند که هر دو تیم در آن بازی می‌کنند. او از حامیان کیتلین کلارک، بازیکن تیم ایندیانا فیور نیز هست و در بسیاری از مسابقات او، چه در دوران دانشگاه و چه در سطح حرفه‌ای شرکت کرده است؛ حتی در یکی از موارد، برای حضور در یکی از بازی‌های او، برنامهٔ سخنرانی خود را لغو کرد.

## فیلم‌شناسی

### فیلم
| سال  | عنوان                        | نقش                    | یادداشت |
| ---- | ---------------------------- | ---------------------- | ------- |
| ۲۰۰۷ | ده                           |                        |         |
| ۲۰۰۷ | تماشای کارآگاهان             |                        |         |
| ۲۰۰۷ | بیل را ملاقات کن             |                        |         |
| ۲۰۰۸ | راکر                         | Mason                  |         |
| ۲۰۰۸ | نیمه حرفه‌ای                  |                        |         |
| ۲۰۰۸ | چیزی که در وگاس رخ می‌دهد     |                        |         |
| ۲۰۱۰ | شکارچی جایزه‌بگیر             | Stewart                |         |
| ۲۰۱۰ | فاصله گرفتن                  | Box Saunders           |         |
| ۲۰۱۱ | مجوز موقت                    | Fred Searing           |         |
| ۲۰۱۱ | عیاشی خوب قدیمی از مد افتاده | Eric Keppler           |         |
| ۲۰۱۱ | رئیس‌های وحشتناک              | Kurt Buckman           |         |
| ۲۰۱۲ | کمپین                        | Mitch Wilson           |         |
| ۲۰۱۳ | فیلم ۴۳                      | بتمن                   |         |
| ۲۰۱۳ | رفقای مست                    | Gene Dentler           |         |
| ۲۰۱۳ | حماسه                        | Bomba (voice)          |         |
| ۲۰۱۳ | ما میلرها هستیم              | David Clark            |         |
| ۲۰۱۴ | رئیس‌های وحشتناک ۲            | Kurt Buckman           |         |
| ۲۰۱۵ | خوابیدن با دیگران            | Jake                   |         |
| ۲۰۱۵ | ویرانه                       | Andrew McDonnell       |         |
| ۲۰۱۶ | نژاد                         | Larry Snyder           |         |
| ۲۰۱۶ | روز مادر                     | Bradley                |         |
| ۲۰۱۶ | فیلم پرندگان خشمگین          | Red (voice)            |         |
| ۲۰۱۶ | مغزهای متفکر                 | Mike McKinney          |         |
| ۲۰۱۶ | کتاب عشق                     | Henry                  |         |
| ۲۰۱۶ | غول آسا                      | Oscar                  |         |
| ۲۰۱۷ | اجازه                        | Glenn                  |         |
| ۲۰۱۷ | کوچک‌سازی                     | Alexander Payne        |         |
| ۲۰۱۷ | کوداکروم                     | Matt Ryder             |         |
| ۲۰۱۸ | راننده                       | Jim Hoffman            |         |
| ۲۰۱۸ | نسل بعدی                     | Justin Pin/Ares        |         |
| ۲۰۱۹ | بوک اسمارت                   | Principal Jordan Brown |         |
| ۲۰۱۹ | فیلم پرندگان خشمگین ۲        | Red                    |         |
| ۲۰۲۱ | تا مرگ                       | Jammiy                 |         |
| TBA  | ال تونتو                     |                        |         |